# Edmond Claessens
Edmond Isidore Fernand Victor Claessens, né le 28 septembre 1882 à Maastricht et décédé à Heusy le 16 juillet 1954 fut un homme politique belge pour le Parti Catholique.
Claessens fut ingénieur (ULg) et industriel.
Il fut élu conseiller communal de Heusy (1926) et échevin (1933), sénateur provincial (1932-36) de la province de Liège.

## Généalogie
- Il épousa en 1910 Juliette Zurstrassen (1886-1953), sœur du sénateur baron Louis Zurstrassen.
  - Ils eurent 8 enfants, dont Josy (1912-1992) et Louis (1913-1980).